# Leopold Pollak
Leopold Pollak (25. ledna 1839 Humpolec – 27. května 1900 Štětkovice) byl rakouský podnikatel a politik z Čech, v 2. polovině 19. století poslanec Říšské rady.

## Biografie
Působil jako statkář na zámku v Štětkovicích. Byl majitelem tamního velkostatku. Měl titul císařského rady. Vystudoval gymnázium a pak se věnoval hospodářské činnosti. Býval nájemcem různých statků. Podnikal v zemědělském průmyslu. Byl členem obchodní a živnostenské komory v Českých Budějovicích a zasloužil se o to, že ve volbách do komory převládla česká strana.
Statek ve Štětkovicích koupil roku 1881. U velkostatku postavil roku 1884 lihovar. Zasloužil se o prosazení výstavby železniční trati do Sedlčan. U železniční stanice v Štětkovicích postavil v roce 1896 poštovní a telegrafní úřad. Podílel se taky na výstavbě silnice od nádraží do vesnice. Udržoval přátelské vztahy s Františkem Ladislavem Riegerem, který ho zde navštěvoval.
V zemských volbách 1883 byl zvolen na Český zemský sněm za kurii velkostatkářskou, nesvěřenecké velkostatky. Mandát obhájil i v zemských volbách 1889. Počátkem roku 1894 na mandát na zemském sněmu rezignoval. Obhájil ho ovšem znovu v zemských volbách 1895. Zastupoval Stranu konzervativního velkostatku.
Působil i jako poslanec Říšské rady (celostátního parlamentu Předlitavska), kam usedl ve volbách roku 1885 za kurii obchodních a živnostenských komor v Čechách, obvod Budějovice. Mandát obhájil ve volbách roku 1891. Slib složil 16. dubna 1891. Ve volebním období 1885–1891 se uvádí jako Leopold Pollak, statkář, bytem Štětkovice.
Na Říšské radě se přidal k Českému klubu, který od konce 70. let sdružoval staročechy, mladočechy, českou konzervativní šlechtu a moravské národní poslance. Sám byl členem staročeské strany. Ve volbách do Říšské rady roku 1891 byl jedním z pouhých dvou staročechů (kromě něj ještě Karel Dostál), kteří získali mandát. Zbylí kandidáti byli poraženi mladočeskými konkurenty.
Zemřel v květnu 1900.